# Organisation Internationale pour les Bois Tropicaux
L'Organisation Internationale pour les bois tropicaux (OIBT - en anglais International Tropical Timber Organization - ITTO) est une organisation intergouvernementale dont l'objet est la conservation et la valorisation des forêts tropicales dans une optique de gestion durable.

## Organisation
L'organisation a été établie en vertu de l'Accord international sur les bois tropicaux (AIBT), qui a été parrainé par la Conférence des Nations Unies sur le commerce et le développement et ratifié en 1985.
Son mandat a été renouvelé par l'Accord international sur les bois tropicaux, 1994 et à nouveau par l'Accord international sur les bois tropicaux, 2006, qui vise à promouvoir la gestion durable et l'exploitation légale des forêts qui produisent des bois tropicaux, et à promouvoir l'expansion et la diversification du commerce international du bois provenant de ces forêts.
L'organe directeur est le Conseil international des bois tropicaux (CIBT). La moitié des voix au CIBT est attribuée aux pays producteurs et l'autre moitié aux consommateurs. Au sein de chaque bloc, les voix sont attribuées en fonction de la part de marché.

## Mandat et activités
Au départ, l'OIBT était principalement une organisation de produit de base, réglementant le commerce international des bois tropicaux. Le mandat initial mentionnait la conservation mais sans donner de détails. En 1990, le CIBT a proposé que d'ici 2000, toutes les exportations de bois tropicaux proviennent de sources gérées durablement, et cet objectif a été adopté.
En 1987, l'OIBT a chargé le Harvard Institute for International Development de préparer un examen des connaissances actuelles sur la gestion multi-usage des forêts tropicales. L'intérêt portait sur le potentiel des produits forestiers non ligneux et des services qui pourraient contribuer à préserver les forêts. Le HIID a achevé l'étude en 1988 et publié des versions mises à jour en 1990 et 1992.
L'OIBT publie un bulletin trimestriel, Tropical Forest Update  (ISSN 1022-5439), également disponible en ligne.

## Missions
Présentation des activités et missions sur le site officiel